# Puccinia miscanthidii
Puccinia miscanthidii ist eine Ständerpilzart aus der Ordnung der Rostpilze (Pucciniales). Der Pilz ist ein Endoparasit der Süßgrasgattung Miscanthus. Symptome des Befalls durch die Art sind Rostflecken und Pusteln auf den Blattoberflächen der Wirtspflanzen. Sie ist ein Endemit Südafrikas.

## Merkmale

### Makroskopische Merkmale
Puccinia miscanthidii ist mit bloßem Auge nur anhand der auf der Oberfläche des Wirtes hervortretenden Sporenlager zu erkennen. Sie wachsen in Nestern, die als gelbliche bis braune Flecken und Pusteln auf den Blattoberflächen erscheinen.

### Mikroskopische Merkmale
Das Myzel von Puccinia miscanthidii wächst wie bei allen Puccinia-Arten interzellulär und bildet Saugfäden, die in das Speichergewebe des Wirtes wachsen. Aecien oder Spermogonien der Art sind nicht bekannt. Die gelben Uredien des Pilzes wachsen meist unterseitig auf den Blättern des Wirts. Ihre farblosen Uredosporen sind meist eiförmig bis breitoval, 24–30 × 19–23 µm groß und fein stachelwarzig. Die beidseitig wachsenden Telien der Art sind schwarzbraun und früh unbedeckt. Die haselnussbraunen Teliosporen des Pilzes sind zweizellig, in der Regel ellipsoid bis langellipsoid und 33–46 × 20–27 µm groß. Ihre Stiele sind bräunlich bis fast farblos und bis zu 90 µm lang.

## Verbreitung
Das bekannte Verbreitungsgebiet von Puccinia miscanthidii umfasst lediglich Südafrika.

## Ökologie
Die Wirtspflanzen von Puccinia miscanthidii sind diverse Miscanthus-Arten. Der Pilz ernährt sich von den im Speichergewebe der Pflanzen vorhandenen Nährstoffen, seine Sporenlager brechen später durch die Blattoberfläche und setzen Sporen frei. Die Art verfügt über einen Entwicklungszyklus, von dem bislang lediglich Telien und Uredien sowie deren Wirt bekannt sind; Spermogonien und Aecien konnten dem Pilz nicht zugeordnet werden.